# زعفران حلبي
الزعفران الحلبي (باللاتينية: Crocus aleppicus) نوع نباتي ينتمي إلى جنس الزعفران من الفصيلة السوسنية.

## الموئل والانتشار
ينتشر في بلاد الشام.

## مرادفات للاسم العلمي
- (باللاتينية: Crocus gaillardotii (Boiss. & Blanche) Maw)
- (باللاتينية: Crocus intromissus Herb., nom. provis.)
- (باللاتينية: Crocus hyemalis var. gaillardotii Boiss. & Blanche)